# Heliofiti
Heliofiti (fotofilne biljke),  biljke koje zahtijevaju velike količine svjetlosti za rast, pa su to obično pustinjske i alpske biljke. Ove biljke mogu pravilno rasti samo u potpuno osunčanom okruženju, dok se na sjenovitim mjestima slabo razvijaju ili umiru. 
Ove biljke imaju posebnu prilagodbu za rast na osunčanim mjestima. Plojke njihovih listova su debele, i često prekrivene voskastim premazom. U svrhu sprečavanje pregrijavanja neke imaju sjajne listove koji odbijaju višak sunčeve svjetlosti i smanjuju transpiraciju, dok druge imaju veliki broj puči, što povećava učinkovitost transpiracije kako bi se spriječilo pregrijavanje lišća.
Neke od heliofita među stablima su ariš i breza.